# Mohammed bin Rashid Al Maktum
Shaykh Mohammed bin Rashid Al Maktum (in arabo الشيخ محمد بن راشد آل مكتوم‎?; Dubai, 15 luglio 1949) è l'emiro di Dubai. Oltre che sovrano assoluto dell'Emirato di Dubai, è anche il Primo ministro, e conseguentemente vicepresidente, della federazione degli Emirati Arabi Uniti, di cui inoltre è stato ministro della difesa fino al 2024. Secondo la rivista statunitense di economia Forbes, lo Shaykh è uno degli uomini più ricchi del mondo, con un patrimonio stimato nel 2021 di oltre 14 miliardi di dollari.

## Biografia

### Infanzia e gioventù
Lo Shaykh Mohammed è il terzo dei quattro figli dello Shaykh Rashid bin Sa'id Al Maktum, emiro di Dubai ed ex-presidente degli Emirati Arabi Uniti. La famiglia Āl Maktūm è la famiglia regnante di Dubai e discendente della Casa di Al-Falasi, di cui lo Shaykh Mohammed è il capo tribù. Sua madre era la shaykha Latīia bint Hamdan Al Nahyan, figlia dell'ex-emiro di Abu Dhabi, lo Shaykh Hamdan bin Zayed Al Nahyan. L'infanzia dello Shaykh Mohammed non fu fastosa, in casa non c'era elettricità e la famiglia a volte dormiva insieme in una sola stanza con un ventilatore. Nella sua casa vivevano un centinaio di persone o più, comprese guardie e schiavi.

### Istruzione
Dall'età di quattro anni lo Shaykh Mohammed ha ricevuto istruzione privata di lingua araba e islamistica. Nel 1955 inizia la sua istruzione formale alla scuola al-Ahmadiyya di Dubai. All'età di 10 anni passa alla scuola al-Shaʿb e due anni dopo va alla Dubai Secondary School. Nel 1966, con suo cugino lo shaykh Mohammed bin Khalifa Al Maktum, frequenta la scuola di lingua inglese Bell Educational Trust nel Regno Unito. Successivamente studia alla scuola militare Mons Officer Cadet School di Aldershot, in Inghilterra, diplomandosi con "spada d'onore" come miglior studente del Commonwealth. È stato anche in Italia per addestramento di pilotaggio.

## Attività politica

### Polizia di Dubai
Quando lo Shaykh Mohammed ritorna a Dubai dall'addestramento militare, suo padre lo nomina capo della Polizia di Dubai e della Difesa di Dubai (che in seguito divenne parte delle Forze Armate degli Emirati Arabi Uniti) quando aveva appena 20 anni.
Il 4 gennaio 2006 succede al defunto fratello maggiore Maktum bin Rashid Al Maktum e assume la carica di emiro di Dubai, di conseguenza diventa uno dei sette membri del Consiglio supremo federale degli Emirati Arabi Uniti.
L'11 febbraio 2006 assume le cariche di vicepresidente e di Primo ministro degli Emirati Arabi Uniti.
Il 13 maggio 2022 assume anche, ad interim per due giorni, la carica di Presidente degli Emirati Arabi Uniti per via della scomparsa dell'allora presidente, l'Emiro di Abu Dhabi Khalifa bin Zayed Al Nahyan.

## Attività imprenditoriale
Lo shaykh Mohammed è miliardario ed è uno dei più importanti promotori immobiliari del mondo e la maggior parte dei suoi introiti proviene proprio dal settore immobiliare. I terreni di sua proprietà sono gestiti come beni demaniali. Non c'è una linea di separazione ben definita tra i beni del governo di Dubai e quelli della regnante famiglia Al Nahyan.
Lo Shaykh è stato a capo della crescita di Abu Dhabi che l'ha portata a essere una città globale, nonché il lancio di una serie di aziende di proprietà del governo tra cui la compagnia aerea Emirates, l'azienda logistica DP World e Jumeirah Group. Alcune di queste aziende sono controllate dalla Dubai Holding.
Lo Shaykh Mohammed ha controllato lo sviluppo di alcuni progetti di Dubai, come le tre Palm Islands e l'hotel Burj al-Arab, così come il Burj Khalifa, l'edificio più alto del mondo.
Mohammed ha inoltre promosso la costruzione del Burj Dubai e del Dubai Mall ed ha istituito molti tornei sportivi tra cui un quadrangolare di calcio, una coppa di tennis e una gara di corse su dromedari.
Lo Shaykh Mohammed è un appassionato di equitazione ed ha fondato la scuderia Godolphin di proprietà della famiglia Maktum ed è proprietario della "Darley Racing", un'azienda di allevamento di purosangue, con filiali in sei Paesi tra cui USA, Regno Unito, Irlanda ed Australia. Nel 2012 con il cavallo Madji Du Pont vince il Campionato mondiale Endurance della Fédération équestre internationale (FEI).

## Controversie
Il 5 marzo 2020 un tribunale britannico decreta, con l'onere della prova, che lo Shaykh Mohammed avrebbe rapito due delle sue figlie, la Shaykha Shamsa bint Mohammed Al Maktum e la Shaykha Latifa bint Mohammed bin Rashid Al Maktum, e che avrebbe minacciato una delle sue ex mogli, la principessa giordana Haya bint al-Husayn. Presumibilmente, la Shaykha Shamsa e la Shaykha Latifa vennero curate forzatamente mentre erano detenute a Dubai per ordine dello Shaykh Mohammed rispettivamente dal 2000 e dal 2018. Il 16 febbraio 2021, il programma televisivo "Panorama" del canale britannico BBC trasmette un documentario con i videomessaggi della Shaykha Latifa realizzato segretamente durante la detenzione forzata a Dubai per ordine dello Shaykh Mohammed.

### La principessa Haya fugge
Nel giugno 2019 è stato riferito che una delle mogli dello Shaykh Mohammed, la principessa Haya bint Ḥusayn, era fuggita da Dubai insieme ai suoi due figli, un maschio e una femmina, ed era in Germania in cerca di asilo politico. Una successiva poesia composta da Shaykh Mohammed (scrittore di distici) e pubblicata su Instagram alludeva al tradimento in amore.
La principessa Haya si è poi trasferita dalla Germania al Regno Unito e ha presentato istanza di custodia esclusiva dei loro due figli, un ordine di protezione del matrimonio forzato (FMPO) e un ordine di non molestie presso l'Alta Corte di giustizia di Londra nel luglio 2019.

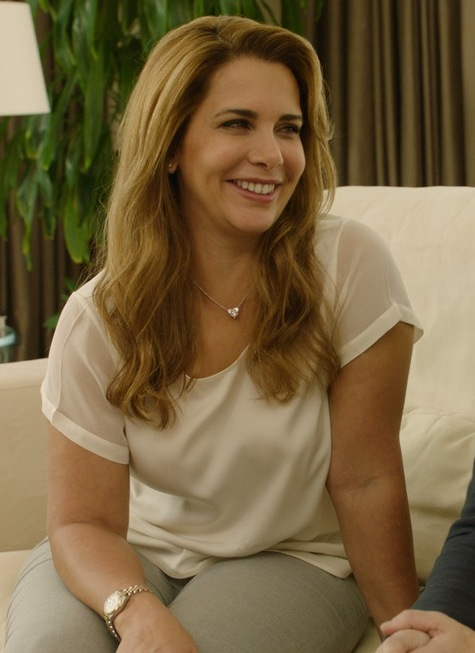
La principessa Haya bint Hussein

Nel dicembre 2019 un tribunale del Regno Unito ha stabilito che, sulla base delle probabilità, Shaykh Mohammed potrebbe avere commesso il crimine di "schernire" la principessa Haya dopo che la sua relazione adultera con una guardia del corpo era diventata nota. La corte ha ritenuto che questo "scherzo verbale" equivalesse a sottoporre la principessa Haya a "una campagna di intimidazione". I risultati sono stati pubblicati nel marzo 2021. Nell'ottobre 2021 l'Alta Corte ha stabilito che gli agenti dello Shaykh Mohammed hanno utilizzato lo spyware israeliano Pegasus per hackerare i telefoni della principessa Haya, dei suoi avvocati, un assistente personale e due membri della sua squadra di sicurezza nell'estate del 2020. La Corte ha stabilito che gli agenti hanno agito "con l'autorità espressa o implicita" dello shaykh; ha negato di essere a conoscenza dell'hacking. La sentenza ha definito l'hacking "violazioni seriali del diritto penale interno (del Regno Unito)", "violazione del diritto comune fondamentale e dei diritti della CEDU", "ingerenza nel processo di questo tribunale e nell'accesso della madre alla giustizia" e "abuso di potere" da parte di un capo di Stato.
Nel dicembre 2021 alla principessa Haya è stata concessa la piena custodia dei suoi figli, alimenti e sostegno per un importo di 720 milioni di dollari. Il Washington Post ha riferito che "nel giustificare gli importi, (il giudice) Moor ha citato la necessità di preservare lo standard di vita veramente opulento e senza precedenti di cui godono queste parti" e ha liquidato come "irrilevante" l'adulterio ammesso dalla donna con la sua guardia del corpo mentre erano immersi in questo lusso sfarzoso. Nel 2022 la Corte ha ordinato che non ci fosse alcun contatto diretto tra Sheykh Mohammed e i suoi figli e nessun contributo da parte sua al processo decisionale sulla vita dei bambini.

### Pandora Papers
Nell'ottobre 2021 un'indagine del Consorzio internazionale dei giornalisti investigativi (ICIJ) ha rivelato che oltre 330 importanti politici e funzionari pubblici di tutto il mondo avevano legami con società offshore. Tra loro c'erano trentacinque leader mondiali attuali ed ex. Gli 11,9 milioni di file trapelati hanno rivelato che anche lo Shaykh Mohammed bin Rashid Al Maktum ha utilizzato società offshore per gestire ed espandere la sua ricchezza. Per svolgere le sue attività, ha registrato segretamente tre società nei paradisi fiscali delle Isole Vergini britanniche (BVI) e delle Bahamas. Registrate da una società degli Emirati, Axiom Limited, le tre società erano Tandem Investco Limited e Tandem DirectorCo Limited nelle Isole Vergini Britanniche e Allied International Investments Limited alle Bahamas. Di proprietà in parte della Dubai Holding, di cui Sheykh Mohammed possiede la maggioranza delle azioni, Axiom Limited ha utilizzato le tre società per “espandere il proprio core business”.

### Scandalo droga sulle corse dei cavalli
Nell'aprile 2013 Mahmud Al Zaruni, allenatore delle scuderie Godolphin dello Sheykh Mohammed, è stato squalificato per otto anni dalle corse di cavalli purosangue dalla British Horseracing Authority per avere somministrato steroidi a undici cavalli da corsa. Lo shaykh Mohammed ha dichiarato di essere "sconvolto e arrabbiato" dal caso e ha annunciato che la stalla sarebbe stata chiusa a chiave mentre sarebbero stati effettuati test antidroga su tutti i cavalli sotto la cura di Al Zaruni. A maggio, lo Shaykh Mohammed, in qualità di Primo ministro degli Emirati Arabi Uniti, ha emesso un decreto che mette al bando e criminalizza l'uso di steroidi anabolizzanti sui cavalli negli Emirati Arabi Uniti.
Nell'ottobre 2013 lo Shaykh Mohammed ha dovuto affrontare un altro scandalo nella sede delle corse di cavalli, con segnalazioni di steroidi, anestetici e farmaci antinfiammatori potenzialmente tossici e pericolosi spediti negli Emirati Arabi Uniti, etichettati erroneamente come "finimenti per cavalli". Il Telegraph ha commentato che "una campagna di pubbliche relazioni è già in corso, con lo Shaykh Mohammed nuovamente considerato vittima della negligenza dei dipendenti".

## Vita privata
Secondo alcune fonti lo Shaykh Mohammed avrebbe avuto 23 figli da diverse mogli.
Ha avuto sette consorti, da tre delle quali ha poi divorziato. Le più importanti sono due: la Shaykha Hind bint Maktoum bin Juma Al Maktoum, sposata nel 1979, e la principessa di Giordania Haya bint al-Husayn, sposata nel 2004, da cui ha divorziato nel 2019. Dalle mogli ha avuto 23 figli, 9 maschi e 14 femmine, tra cui il suo erede presuntivo Hamdan bin Mohammed Al Maktoum.
A Dubai i suoi sostenitori lo chiamano Shaykh Moḥ. "Big Mo".
Una grande passione di "Big Mo" sono le corse di dromedari e di cavalli a cui assiste molto spesso e alcune volte partecipa alle gare di Endurance.
Il passatempo preferito dello Shaykh è la poesia. Fin da bambino, nei momenti di riservatezza, scrive poemi dedicati alla sua patria e alla sua famiglia che sono raccolti nel sito ufficiale.

### Ricchezza e patrimonio
Nel 2021, il progetto di segnalazione della criminalità organizzata e della corruzione ha stimato che lo Shaykh Mohammed possedesse beni per un valore di 14 miliardi di dollari.
Shaykh Mohammed è proprietario dello yacht Dubai, costruito dalla società tedesca Blohm + Voss e progettato dal designer inglese Andrew Winch, proprietario di Winch Design. Lo yacht è lungo 162 metri ed era il terzo yacht più grande del mondo nel 2014, con una capacità di 115 persone compreso l'equipaggio. Un altro yacht personale dello Shaykh è il 40 metri Alloya , costruito da Sanlorenzo nel 2013.
Lo Shaykh Mohammed possiede immobili nel Regno Unito per un valore di oltre 100 milioni di sterline inglesi, oltre a proprietà a Roma attraverso una società registrata in Lussemburgo. Secondo un'analisi del 2021 del Guardian e di Transparency International, Shaykh Mohammed è uno dei maggiori proprietari terrieri del Regno Unito, con più di 100.000 acri. Il numero esatto delle proprietà non è noto, poiché la maggior parte di quelle a lui collegate sono possedute tramite società offshore nei paradisi fiscali di Guernsey e Jersey. Alla domanda su queste partecipazioni, l'avvocato dello Shaykh Mohammed ha negato che le proprietà fossero state acquistate tramite società offshore o che le partecipazioni fossero destinate a evitare le tasse del Regno Unito.
Nelle fughe di notizie dei Pandora Papers del 2021 è stato rivelato che lo Shaykh Mohammed era azionista di altre tre società registrate in giurisdizioni che consentono la segretezza.

## Discendenza
Lo Sceicco Mohammed è stato sposato con almeno sette donne. Al 2023 è divorziato da tutte tranne la prima moglie, la Sceicca Hind bint Maktoum Al Maktoum. Lo Sceicco Hamdan bin Mohammed Al Maktoum, classe 1982, è il principe ereditario dell'Emirato di Dubai.

### Hind bint Maktoum bin Juma Al Maktoum
Lo Sceicco Mohammed è sposato con la Sceicca Hind bint Maktum bin Juma' Al Maktum dal 1979. Sono cugini di primo e secondo grado. Hanno 12 figli.
- Sceicca Hessa bint Mohammed Al Maktum (nata 6 Novembre 1980), sposata con lo Sceicco Sa'id bin Dalmuk Al Maktum, hanno tre figli:
  - Sceicco Hind bint Sa'id Al Maktum (nato 25 Novembre 2009).
  - Sceicco Rashid bin Sa'id Al Maktum (nato 20 maggio 2012).
  - Sceicca Salama bint Sa'id Al Maktum (nato 17 luglio 2018).[28]
- Sceicco Rashid bin Mohammed Al Maktoum (12 novembre 1981 – 19 settembre 2015).[29][30] Lo Sceicco Rashid aveva un figlio:
  - Sceicco Mohammed bin Rashid Al Maktoum (nato 18 novembre 2003).
- Sceicco Hamdan bin Mohammed Al Maktoum (nato 14 novembre 1982), che dal 2008 è principe ereditario dell'Emirato di Dubai. È sposato con la Sceicca Sheikha bint Saeed bin Thani Al Maktoum.[31] Hanno tre figli:
  - Sceicco Rashid bin Hamdan Al Maktum (nato 20 maggio 2021).[32]
  - Sceicca bint Hamdan Al Maktum (nata 20 maggio 2021).[32]
  - Sceicco Mohammed bin Hamdan Al Maktum (nato 25 febbraio 2023).[33]
  - Sceicca Hind bint Hamdan Al Maktum (nato 23 marzo 2025)
- Sceicco Maktoum bin Mohammed Al Maktoum (nato il 24 Novembre 1983), Primo Vicegovernatore di Dubai (dal 2008), Vice primo ministro degli UAE (dal 2008, vice ministro dell finanze (dal 2021). È sposato con la Sceicca Sheikha bint Saeed Al Maktoum. Ha tre figlie:
  - Sceicca Hind bint Maktoum Al Maktoum (nata il 24 novembre 2020)
  - Sceicca Latifa bint Maktoum Al Maktoum (nata il 25 gennaio 2023)
- Sceicco Ahmed bin Mohammed Al Maktoum (nato il 7 febbraio 1987), Secondo Vicegovernatore di Dubai (dal 2023). È sposato con la Sceicca Madiyah bint Dalmook Al Maktoum. Hanno una figlia: 
  - Sceicca Hind bint Ahmed Al Maktoum (nata il 22 ottobre 2022)
- Sceicco Saeed bin Mohammed Al Maktoum (nato il 20 marzo 1988)
- Sceicca Latifa bin Mohammed Al Maktoum (III) (nata il 30 marzo 1989). Lei è sposata con lo Sceicco Mohammed bin Hamad Al Sharqi, principe ereditario di Emirato di Fujairah. Hanno cinque figli: 
  - Sceicco Hamad bin Mohammed Al Sharqi (nato il 29 dicembre 2009)
  - Sceicca Aisha bint Mohammed Al Sharqi (nata il 1 novembre 2011)
  - Sceicca Fatima bint Mohammed Al Sharqi (nata 11 marzo 2014)
  - Sceicca Rashid bin Mohammed Al Sharqi (nato 15 dicembre 2015)
  - Sceicca Hind bint Mohammed Al Sharqi (nata 22 giugno 2020)
- Sceicca Maryam bint Mohammed Al Maktoum (II) (nata il 11 gennaio 1992). Lei è sposata con lo Sceicco Khaled bin Hamad Al Nahyan, e hanno tre figli:
  - Sceicco Mohammed bin Khaled Al Nahyan (noto il 25 settembre 2020)
  - Sceicco Hamdan bin Khaled Al Nahyan (nato il 25 agosto 2021)
  - Sceicco Khalifa bin Khaled Al Nahyan (nato 10 ottobre 2022)
- Sceicca Shaikha bint Mohammed Al Maktoum (nata il 20 dicembre 1992). Lei è sposata con lo Sceicco Nasser bin Hamad Al Khalifa, e hanno avuto: 
  - Sceicca Sheema bint Nasser Al Khalifa (nata 16 luglio 2010)
  - Sceicco Hamad bin Nasser Al Khalifa (nata 6 giugno 2012)
  - Sceicco Mohammed bin Nasser Al Khalifa (nato 6 giugno 2000)
  - Sceicco Hamdan bin Nasser Al Khalifa (nata 28 ottobre 2018)
  - Sceicco Khalid bin Nasser Al Khalifa (15 febbraio 2022)
- Sceicca Fattaim bint Mohammed Al Maktoum (22 luglio 1994)
- Sceicca Salamah bint Mohammed Al Maktoum (22 agosto 1999)
- Sceicca Shamma bint Mohammed Al Maktoum (13 novembre 2001)

### Haya bint Hussein
Lo Shaykh Mohammed è stato sposato con la principessa Haya bint al-Husayn, figlia del re Husayn di Giordania (sposati 10 aprile 2004, divorziati 7 febbraio 2019), hanno due figli:
- Sceicca al-Jalila bint Mohammed Al Maktum (nata 2 dicembre 2007).[34]
- Sceicco Zayed bin Mohammed Al Maktum (nato 7 gennaio 2012).[34]

### Randa bint Mohammad al-Banna
Mohammed ha sposato Randa bint Mohammad al-Banna nel 1972. Successivamente hanno divorziato. Insieme hanno una figlia:
- Sceicca Manal bint Mohammed Al Maktum (nata il 12 novembre 1977). È sposata con lo Sceicco Mansour bin Zayed Al Nahyan, e hanno cinque figli: 
  - Sceicca Fatima bint Mansour Al Nahyan (nata il 9 giugno 2006)
  - Sceicco Mohammed bin Mansour Al Nahyan (nato il 4 dicembre 2007)
  - Sceicco Hamdan bin Mansour Al Nahyan (nata 21 giugno 2011)
  - Sceicca Latifa bint Mansour Al Nahyan (nata 23 gennaio 2014)
  - Sceicco Rashid bin Mansour Al Nahyan (nato il 22 marzo 2017)

### Delila Aloula
Mohammed ha tre figlie con sua moglie Delila Aloula:
- Sceicca Dalal bint Mohammed Al Maktoum
- Sceicca Latifa bint Mohammed Al Maktoum (I) (nata 16 giugno 1983). Lei è sposata con lo Sceicco Faisal bin Saud Al Qassimi e loro hanno tre figli:
  - Sceicco Mohammed bin Faisal Al Qassimi (nato 28 luglio 2018)
  - Sceicca Shaikha bint Faisal Al Qassimi (nata il 29 ottobre 2020)
  - Sceicco Hamdan bin Faisal Al Qassimi (nato il 24 dicembre 2021)
  - Sceicca Hind bint Faisal Al Qassimi (nata il 14 maggio 2023)
- Sceicca Maryam bint Mohammed Al Maktoum (I) (nata l'11 agosto 1987). È sposato con lo Sceicco Suhail bin Ahmed Al Maktoum e hanno quattro figli:
  - Sceicca Fatima bint Suhail Al Maktoum (nata 26 novembre 2019)
  - Sceicco Ahmed bin Suhail Al Maktoum (nato il 1 dicembre 2020)
  - Sceicca Latifa bint Suhail Al Maktoum (nata il 17 febbraio 2022)
  - Sceicca Hassa bint Suhail Al Maktoum (nata 3 febbraio 2024)

### Houria Ahmad Lamara
Dal suo matrimonio con Houria Ahmad Lamara, Mohammed ha cinque figli:
- Sceicca Maitha bint Mohammed Al Maktoum (nata il 5 marzo 1980)
- Sceicca Shamsa bint Mohammed Al Maktoum (nata il 15 Agosto 1981)
- Sceicca Latifa bint Mohammed Al Maktum (II) (nata il 5 dicembre 1985)
- Sceicco Majid bin Mohammed Al Maktoum (nato il 16 ottobre 1987). Lui è sposata con Hessa Beljafla e ha cinque figli:
  - Sceicco Mohammed bin Majid Al Maktoum (nato il 15 luglio 2015)
  - Sceicca Dubai bint Majid Al Maktoum (nata il 15 luglio 2015)
  - Sceicca Maitha bint Majid Al Maktoum (nata il 17 maggio 2017)
  - Sceicco Rashid bin Majid Al Maktoum (nata il 2 febbraio 2019)
  - Sceicco Maktoum bin Majid Al Maktoum (15 luglio 2022)
- Sceicco Mansoor bin Mohammed Al Maktoum (nata 26 giugno 1989)

### Umm Marwan
Mohammed ha un figlio con la sua ex moglie:
- Sceicco Marwan bin Mohammed Al Maktoum (nato 20 marzo 1981). È sposato con Dalal Al Marzouqi e hanno due figli:
  - Sceicco Mohammed bin Marwan Al Maktoum
  - Sceicco Rashid bin Marwan Al Maktoum (nato 18 giugno 2013)

### Zoe Grigorakos
Mohammed ha una figlia dal suo matrimonio con Zoe Grigorakos: 
- Sceicca Mahra bint Mohammed Al Maktoum (nata il 26 febbraio 1994). Ha sposato lo Sceicco Mana bin Mohammed Al Maktoum dal 2023 fino al loro divorzio nel 2024.
  - Sceicca Mahra bint Mana Al Maktoum (nata 1 maggio 2024)

### Dr. Dalya Al Muthanna
Lo Shaykh Mohammed è stato sposato con la dottoressa Dalya al-Muthanna, presidente ed amministratore delegato della sezione MENA della General Electric. Hanno una figlia:
- Sceicca Haya bint Mohammed Al Maktum (nata 1 ottobre 2000)[senza fonte]

## Ascendenza
|                                          |                                     |                                      | Genitori      |  |  | Nonni |  |  | Bisnonni                              |  |  | Trisnonni                          |  |
|                                          |                                     |                                      |               |  |  |       |  |  | Shaykh Maktum II bin Hasher Al Maktum |  |  | Shaykh Hasher bin Maktum Al Maktum |  |
|                                          |                                     |                                      |               |  |  |       |  |  | Shaykh Maktum II bin Hasher Al Maktum |  |  | Shaykh Hasher bin Maktum Al Maktum |  |
|                                          |                                     | Sceicca ?                            |               |  |  |       |  |  | Shaykh Maktum II bin Hasher Al Maktum |  |  |                                    |  |
| Sa'id II bin Maktum bin Hasher Al Maktum |                                     |                                      |               |  |  |       |  |  | Shaykh Maktum II bin Hasher Al Maktum |  |  |                                    |  |
|                                          |                                     | Sceicca ?                            | Sceicco ?     |  |  |       |  |  |                                       |  |  |                                    |  |
|                                          |                                     | Sceicca ?                            | Sceicco ?     |  |  |       |  |  |                                       |  |  |                                    |  |
|                                          |                                     | Sceicca ?                            | Sceicca ?     |  |  |       |  |  |                                       |  |  |                                    |  |
| Shaykh Rashid II bin Sa'id Al Maktum     |                                     | Sceicca ?                            |               |  |  |       |  |  |                                       |  |  |                                    |  |
|                                          |                                     | Sceicco Al Marr                      | Sceicco ?     |  |  |       |  |  |                                       |  |  |                                    |  |
|                                          |                                     | Sceicco Al Marr                      | Sceicco ?     |  |  |       |  |  |                                       |  |  |                                    |  |
|                                          |                                     | Sceicco Al Marr                      | Sceicca ?     |  |  |       |  |  |                                       |  |  |                                    |  |
| Sceicca Hassa bin Al Marr                |                                     | Sceicco Al Marr                      |               |  |  |       |  |  |                                       |  |  |                                    |  |
|                                          |                                     | Sceicca ?                            | Sceicco ?     |  |  |       |  |  |                                       |  |  |                                    |  |
|                                          |                                     | Sceicca ?                            | Sceicco ?     |  |  |       |  |  |                                       |  |  |                                    |  |
|                                          |                                     | Sceicca ?                            | Sceicca ?     |  |  |       |  |  |                                       |  |  |                                    |  |
| Shaykh Mohammed bin Rashid Al Maktum     |                                     | Sceicca ?                            |               |  |  |       |  |  |                                       |  |  |                                    |  |
|                                          | Sceicco Zayed bin Khalifa Al Nahyan | Shaykh Khalifa bin Shakbut Al Nahyan |               |  |  |       |  |  |                                       |  |  |                                    |  |
|                                          | Sceicco Zayed bin Khalifa Al Nahyan | Shaykh Khalifa bin Shakbut Al Nahyan |               |  |  |       |  |  |                                       |  |  |                                    |  |
|                                          | Sceicco Zayed bin Khalifa Al Nahyan | Sceicca ?                            |               |  |  |       |  |  |                                       |  |  |                                    |  |
| Shaykh Hamdan bin Zayed Al Nahyan        | Sceicco Zayed bin Khalifa Al Nahyan |                                      |               |  |  |       |  |  |                                       |  |  |                                    |  |
|                                          |                                     | Sceicca ?                            | Sceicco ?     |  |  |       |  |  |                                       |  |  |                                    |  |
|                                          |                                     | Sceicca ?                            | Sceicco ?     |  |  |       |  |  |                                       |  |  |                                    |  |
|                                          |                                     | Sceicca ?                            | Sceicca ?     |  |  |       |  |  |                                       |  |  |                                    |  |
| Shaykha Latifa bint Hamdan Al Nahyan     |                                     | Sceicca ?                            |               |  |  |       |  |  |                                       |  |  |                                    |  |
|                                          |                                     | Shaykh 'Obayd bin Mejren             | Shaykh Mejren |  |  |       |  |  |                                       |  |  |                                    |  |
|                                          |                                     | Shaykh 'Obayd bin Mejren             | Shaykh Mejren |  |  |       |  |  |                                       |  |  |                                    |  |
|                                          |                                     | Shaykh 'Obayd bin Mejren             | Sceicca ?     |  |  |       |  |  |                                       |  |  |                                    |  |
| Shaykha Shamseh bint Obaid bin Mejren    |                                     | Shaykh 'Obayd bin Mejren             |               |  |  |       |  |  |                                       |  |  |                                    |  |
|                                          |                                     | Sceicca ?                            | Sceicco ?     |  |  |       |  |  |                                       |  |  |                                    |  |
|                                          |                                     | Sceicca ?                            | Sceicco ?     |  |  |       |  |  |                                       |  |  |                                    |  |
|                                          |                                     | Sceicca ?                            | Sceicca ?     |  |  |       |  |  |                                       |  |  |                                    |  |
|                                          |                                     | Sceicca ?                            |               |  |  |       |  |  |                                       |  |  |                                    |  |

## Onorificenze
Titoli Riconoscimenti